# W.e.t.
W.E.T. es un supergrupo de rock melódico fundado por Jeff Scott Soto , Erik Mårtensson y Robert Säll . El nombre de la banda se compone de las primeras letras de los grupos con los que los músicos habían trabajado anteriormente: Work of Art (Säll), Eclipse (Mårtensson) y Talisman (Soto).
| contenido                    |
| ---------------------------- |
| - Antecedentes - Discografía |

## Antecedentes
Jeff Scott Soto es un músico estadounidense que ganó fama internacional por primera vez como cantante del guitarrista Yngwie Malmsteen en la década de 1980. Soto también trabajó con Axel Rudi Pell , Fergie Frederiksen y la Trans-Siberian Orchestra durante su carrera. Desde 1990 fue cantante del grupo Talisman , con el cual lanzó siete álbumes de estudio , hasta que la banda se separó en 2007. Soto ha lanzado diez álbumes en solitario desde 1994.
Erik Mårtensson es un guitarrista y vocalista de la banda sueca de rock melódico Eclipse , con sede en Estocolmo , fundada en 1999. Hasta el momento, ha lanzado cuatro álbumes distribuidos internacionalmente con el grupo. [1]
El guitarrista y tecladista Robert Säll pertenece al grupo nacido en Suecia Work of Art , que se fundó originalmente en 1992 y se disolvió por primera vez en 1995. Después del restablecimiento en 1998, apareció el primer álbum del grupo en 2007, Artwork . 2011 siguió el álbum In Progress , 2014 Framework . [2]
Tanto Work of Art como Eclipse y Soto han lanzado sus álbumes en el sello Frontiers Records. La compañía discográfica se acercó a Säll y Mårtensson en 2008 y les pidió que escribieran seis canciones cada una para un álbum conjunto con Jeff Scott Soto. Mientras que las canciones del álbum debut de 2009 W.E.T. se crearon sin la participación de Soto, las canciones del segundo álbum de estudio, Rise Up , que se lanzó en 2013, se escribieron juntas.
Ambos álbumes fueron bien recibidos por la prensa musical, W.E.T. fue parte de la lista de álbumes creados por Rocks del año 2009 . El grupo cortó el 17 de enero de 2013, incluso antes del lanzamiento del álbum Rise Up, la única segunda aparición de la historia de la banda para un álbum en vivo, que se lanzó en febrero de 2014.

## Discografía
- 2009 Wet
- 2013 Rise Up
- 2014 One Live - En Estocolmo

- Datos: Q54852297